# Åke Davidsson
Åke Davidsson, född 4 mars 1913 i Örebro, död 4 juli 2004 i Uppsala, var en svensk bibliotekarie. Han var gift med Carin Davidsson.
Davidsson, som var son till skoarbetare David Larsson och Martina Gustafsson, blev filosofie kandidat vid Uppsala universitet 1942, filosofie licentiat där 1943, filosofie doktor 1957 samt var docent i musikhistoriens hjälpvetenskaper i Uppsala 1957–1962 och därefter i bok- och bibliotekskunskap. Han avlade organist- och kantorsexamen i Falun 1939. Han var anställd på Oscaria 1929–1933, var organist i Örebro 1931–1939, tjänstgjorde på Örebro stadsbibliotek under olika perioder 1935–1941, var amanuens på Kungliga Tekniska högskolans bibliotek 1944–1945, på Uppsala universitetsbibliotek 1946, blev bibliotekarie där 1948 och var förste bibliotekarie 1957–1978. 
Davidsson var sekreterare i Orphei Drängar 1941–1944 och 1946–1947 samt vice ordförande 1947–1951. Han invaldes som ledamot av Kungliga Vetenskapssamhället i Uppsala 1961, av Kungliga Samfundet för utgivande av handskrifter rörande Skandinaviens historia 1967, av Kungliga Humanistiska Vetenskapssamfundet i Uppsala 1975 och tillades professors namn 1993.
Åke Davidsson är begravd på Uppsala gamla kyrkogård.